# Saptari (dystrykt)

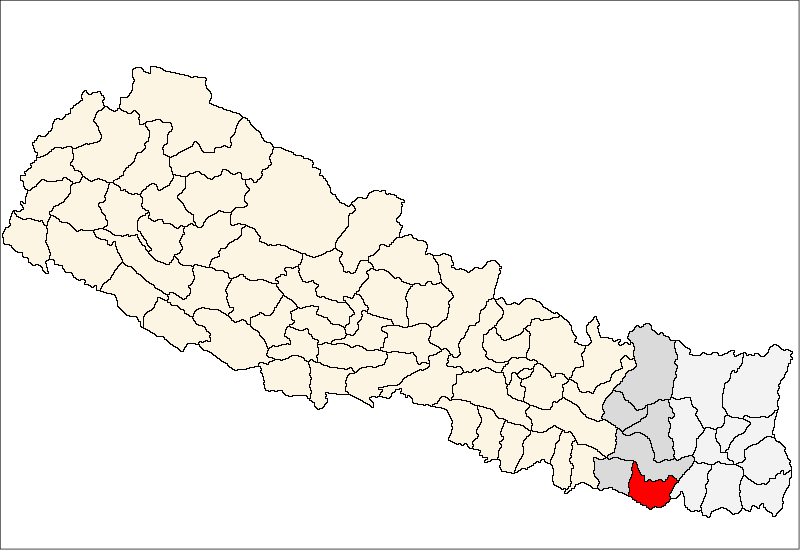
Dystrykt Saptari

Dystrykt Saptari (nep. सप्तरी) – jeden z siedemdziesięciu pięciu dystryktów Nepalu. Leży w strefie Sagarmatha. Dystrykt ten zajmuje powierzchnię 1363 km², w 2001 r. zamieszkiwało go 570 282 ludzi. Stolicą jest Rajbiraj.